# Eubelum paralubricum
Eubelum paralubricum är en kräftdjur som 1950 beskrevs av Alceste Arcangeli. Arten ingår i släktet Eubelum och familjen Eubelidae. Inga underarter finns listade i Catalogue of Life.